# Carcenac-Peyralès
Carcenac-Peyralès est une commune de l'Aveyron. 
Elle a été créée en 1801 par la fusion des communes de Carcenac et de Peyralès. En 1832 la commune a été agrandie par la fusion des communes des Crouzets, de Pradines et de Volpillac, puis en 1834 par l'absorption de Cassanus.
La commune a une superficie de 14,37 km2.